# Tino di Camaino

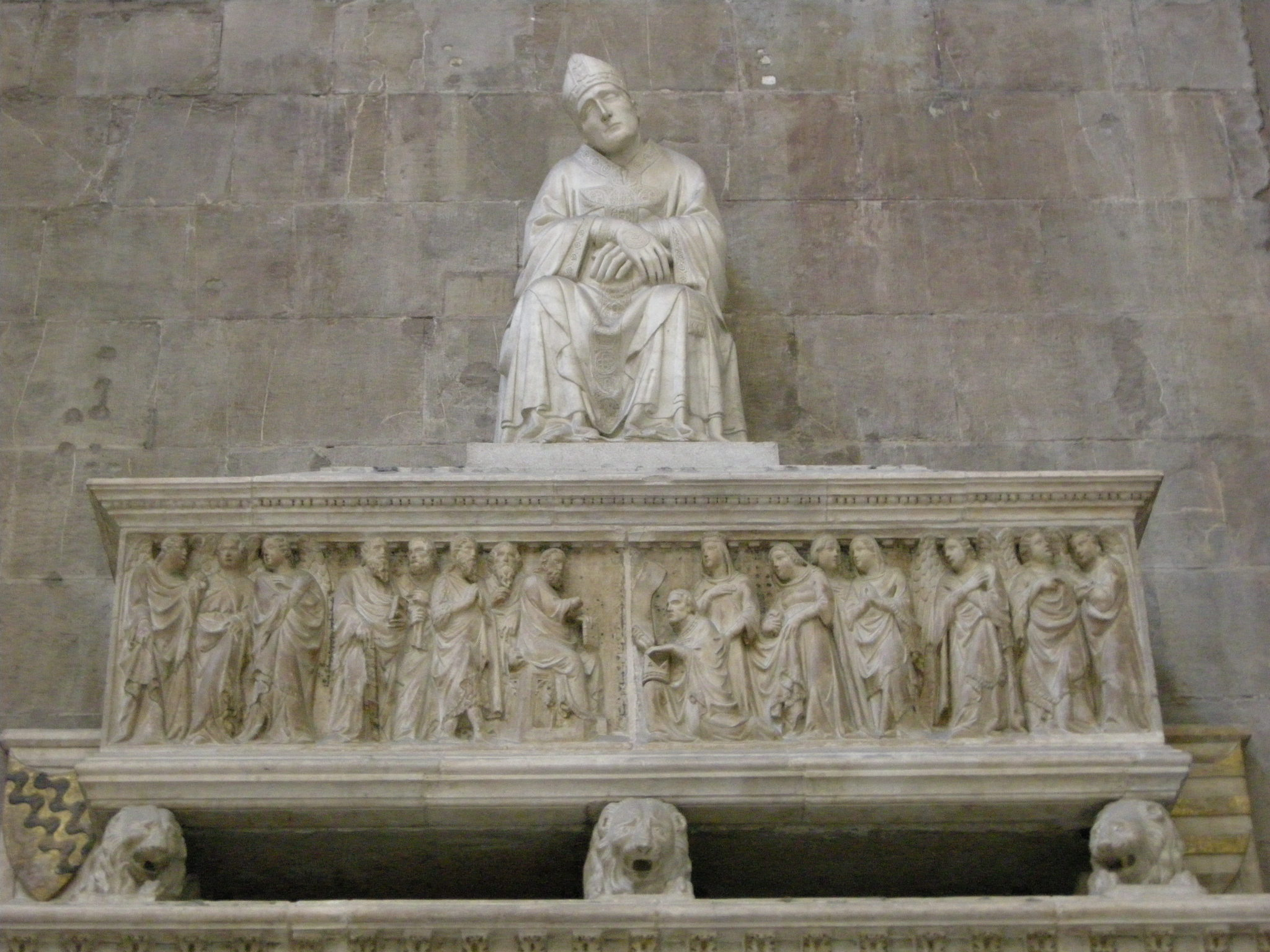
Tumba de Antonio dell'Orso

Tino di Camaino (Siena, c. 1280 – Nápoles, c. 1337) foi um escultor da Itália.
Era filho do arquiteto Camaino di Crescentino e foi aluno de Giovanni Pisano, a quem ajudou na decoração da fachada da Catedral de Siena. Mais tarde seguiu o mestre para Pisa, onde em 1311 se tornou responsável pelas obras da catedral. Quatro anos depois criou um monumento fúnere para o imperador Henrique II da Germânia, e logo realizou obras similares em Siena e Pisa. De 1323 em diante trabalhou em Nápoles para o rei Robert d'Anjou, esculpindo novos monumentos funerários. Também deixou obras em Tirreni.